# Amanda Donohoe
Amanda Donohoe, född 29 juni 1962 i London, är en brittisk skådespelare.
Donohue har bland annat haft roller i Lagens änglar och Murder City. 1981 medverkade hon i musikvideon till "Stand and Deliver" av Adam & the Ants; hon var då Adam Ants flickvän.

## Filmografi i urval
- Lagens änglar - Cara Jean Lamb (1990–1992)
- Frasier - Catherine (1994)
- Den galne kung George - Lady Pembroke (1994)
- Törnfåglarna: De Förlorade Åren - Meggie Cleary O'Neill (1996)
- Liar Liar - Miranda (1997)
- Ally McBeal - Marianne Holt (1997)
- Batman Beyond - The Queen (1999–2001) (röst)
- Hem till gården - Natasha Wylde (2009–2010)